# Hilma Angered-Strandberg
Hilma Kristina Elisabeth Angered-Strandberg, född 10 juni 1855 i Stockholm, död 23 januari 1927 i Merano i Sydtyrolen (men bosatt på Mösseberg i Västergötland), var en svensk författare. Hon använde sig även av pseudonymen Lilian.

## Biografi
Hilma Angered-Strandberg var dotter till justitierådet och ledamoten i Svenska Akademien Carl Gustaf Strandberg (1825–1874) och Eva Helleday (1830–1869) och hon hade fyra syskon. Hon gifte sig 1888 med landskapsmålaren Hjalmar Angered (1858–1919) och de fick en dotter som bara blev ett år och en son som dog vid födseln.
Hon gick först i vanlig skola i Stockholm och därefter i helpension hos fröken E. M. Rappe på Sjöholmen i Småland. Hon avlade telegrafistexamen 1876 och var ordinarie telegrafist i Fjällbacka 1883–1888. Hon skrev så kallade korrespondenser till Göteborgs Handelstidning (GHT) och under en period av tjänstledighet från Telegrafverket 1884–1886 var hon medarbetare på GHT. Hon begärde avsked från Telegrafverket 1888. 
Åren 1888 till 1894 vistades hon i Amerika och skrev ett flertal korrespondenser hem till Sverige, mestadels till GHT. På världsutställningen i Chicago 1893 var hon ansvarig för Handarbetets Vänners utställning och var GHT:s korrespondent från Chicago. Hon gjorde åren 1904–1912 långa studieresor till Schweiz och Italien, varifrån hon rapporterade hem till flera tidningar och tidskrifter i Sverige.
Hon debuterade i bokform med diktsamlingen I dur och moll 1886 och den kom att följas av talrika novellsamlingar och romaner som hon skrev under nästan fyrtio år.

## Bibliografi

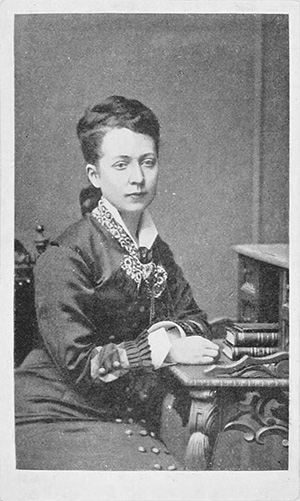
Hilma Angered-Strandberg

## Priser och utmärkelser
- De Nios Stora Pris 1916